# 이레너 스하우턴
이레너 스하우턴(네덜란드어: Irene Schouten, 네덜란드어 발음: [iˈreːnə ˈsxʌutən], 1992년 6월 21일~)은 네덜란드의 스피드스케이팅 선수이다. 2018년 동계 올림픽에서 매스스타트 종목 동메달을 획득했고, 2022년 동계 올림픽에서 금메달 3개(3000m. 5000m. 매스스타트)와 동메달 1개(단체 추월)를 획득했다.